# Medicago ruthenica
Medicago ruthenica là một loài thực vật có hoa trong họ Đậu. Loài này được (L.) Ledeb. miêu tả khoa học đầu tiên.